# Gaspare Campari
Gaspare Campari (Cassolnovo, 12 marzo 1828 – Milano, 14 dicembre 1882) è stato un imprenditore italiano e fondatore della Campari.

## Biografia
Nato a Cassolnovo, all'epoca nel Regno di Sardegna, nella Provincia di Lomellina con capoluogo Mortara (oggi provincia di Pavia), da una famiglia di agricoltori, si trasferì nel 1842 a Torino, per studiare i liquori e approfondire la propria conoscenza sui distillati; qui conobbe fortunosamente Teofilo Barla, maestro pasticcere di Casa Savoia, che lo raccomandò a Giacomo Bass quale apprendista nella sua famosa liquoreria e confetteria di piazza Castello a Torino. Nel 1850 ritorna a Novara dove affitta il Caffè dell'Amicizia, che si trovava fra Corso Cavour e Corso Italia, all'epoca chiamato Angolo delle Ore.
Grazie ai suoi studi sperimentò liquori dal gusto innovativo e dal nome stravagante come Elisir di Lunga Vita, Olio di Rhum e Liquore Rosa. Tra i liquori di maggior successo ci fu il "Bitter all'uso d'Hollanda" inventato a Novara e che divenne così popolare da meritarsi il soprannome  di "Bitter del Signor Campari" da lì al nome definitivo, Bitter Campari, il passo fu breve.
Trasferitosi nel 1862 a Milano, aprì un caffè nel Coperto dei Figini, un caseggiato con portici che si trovava in piazza del Duomo. Quando l'edificio fu abbattuto nel 1867 si trasferì con la famiglia nella nuovissima galleria Vittorio Emanuele II dove nel 1915 fu aperto lo storico locale Caffè Camparino luogo d'incontro di artisti quali Giacomo Puccini, Giuseppe Verdi, Giulio Ricordi e Arrigo Boito.
Alla sua morte nel 1882, il figlio Davide Campari prese le redini dell'azienda, mentre Guido, fratello di Davide, si occupò del Caffè Camparino.